# Alessandro Striggio (v. 1540-1592)
Pour les articles homonymes, voir Alessandro Striggio.
Ne doit pas être confondu avec son fils Alessandro Striggio (vers 1573-1630)
Le marquis Alessandro Striggio (I) (né en 1537 ou 1538 à Mantoue et mort le 29 février 1592 dans cette même ville) est un instrumentiste et compositeur italien de la Renaissance.

## Biographie
La page de titre de ses publications le mentionne comme gentilhuomo mantovano, un gentilhomme de Mantoue ; il semble qu'il ait été le fils naturel d'un noble de Mantoue qui l'aurait désigné légataire universel en 1547, lui assurant fortune et titre. Striggio jouit en effet d’un rang social assez élevé pour que Cosme Ier de Toscane, duc de Florence, l’envoie comme émissaire à la cour d’Angleterre en 1567. Plus tard, il fut fait marquis et, à sa mort, il était grand chancelier de la cour des Gonzague à Mantoue.
Entre environ 1559 et 1584, Striggio fut le principal compositeur à la cour des Médicis à Florence. Striggio fut un violiste réputé dont le jeu fut décrit par Bartoli : « il joue à quatre voix à la fois avec un son d’une telle élégance et d’une telle plénitude qu’il épate les auditeurs ».
Son congé obtenu, Alessandro Striggio put effectuer en 1567 ses voyages vers quelques capitales, telles Vienne, Munich, Paris. Notamment, avec enthousiasme, il fut accueilli à Paris par la cour de Charles IX duquel la mère était Catherine de Medicis. Après l'exécution de son œuvre (sans doute Missa sopra Ecco dont une copie se trouve à la bibliothèque nationale de France), le roi proposa une fonction officielle à la cour au compositeur, qu'il refusa en faveur de son patron florentin.   
Mais il doit surtout sa réputation à ses sept livres de madrigaux dont la popularité s’étendit à l’étranger. L’écriture de Striggio, qui se distingue par un contrepoint élaboré et riche en modulations tout en faisant un usage restreint du chromatisme, témoigne d’un souci constant de la traduction expressive des paroles et d’une diversité rythmique très originale
Alessandro Striggio est le père du poète portant le même nom (vers 1573-1630), qui fut l'un des premiers librettistes d'opéra.

## Motet et messe pour quarante voix
Une de ses œuvres les plus importantes, un des accomplissements les plus remarquables de la musique polyphonique de la Renaissance, est son motet Ecce beatam lucem (Voici la bienheureuse lumière) pour 40 voix indépendantes, qui aurait été exécuté à Munich en 1568.
D'ailleurs, des documents conservés dans les archives indiquent que sa messe à 40 voix étaient exécutée lors de son voyage effectué en 1567 (par exemple, en mai à Paris, en juin à Londres). D'où, depuis les années 1980, la partition était cherchée par quelques musicologues, notamment ceux qui considéraient que cette messe aurait inspiré Thomas Tallis qui sortirait le motet Spem in alium à 40 voix dans la même époque. Cette messe aussi demeure très importante, car il s'agissait d'une composition destinée à la fête solennelle de Florence, celle du patron de ville, saint Jean-Baptiste (célébrée le 24 juin).   
Une œuvre encore plus ample avait longtemps été considérée comme perdue, Elle fut récemment redécouverte par le contre-ténor Dominique Visse et/ou par le musicologue Davitt Moroney à la Bibliothèque nationale de France. Il s'agit d'une messe parodie, intitulée Missa sopra Ecco sì beato giorno (en) (« Messe sur Ecco sì beato giorno », c'est-à-dire : Messe sur Voici un jour si beau), écrite pour quarante voix (et même 60 dans l'Agnus Dei final).  Elle reçut sa première interprétation moderne  en 2007, et un enregistrement (par le groupe britannique I Fagiolini) en a été publié en mars 2011. Parallèlement à ceci un autre ensemble, français, le Concert spirituel dirigé par Hervé Niquet a aussi travaillé sur cette œuvre pendant trois ans. Ce qui les a conduit, d'une part, à la réalisation d'un DVD avec enregistrement du concert donné à la Cité de l'architecture et du patrimoine au Palais de Chaillot en août 2011, complété par un documentaire de Laurent Portes qui retrace la genèse du projet ; d'autre part, à un CD enregistré à l'église Notre Dame du Liban à Paris et paru en avril 2012 (à l'occasion du 25e anniversaire de l'ensemble Le Concert spirituel).

## Œuvres
Cette liste est établie d'après l'ouvrage de Iain Fenlon (en) :
- Il primo libro de madrigali (à 5 voix, 1558, 2/1560) ;
- Il primo libro de madrigali (à 6 voix, 1560) ;
- Il cicalamento delle donne… (de 4 à 7 voix, 1567) ;
- Il cicalamento delle donne… (à 5 voix, 1569) ;
- Il secondo libro de madrigali (à 5 voix, 1570) ;
- Il secondo libro de madrigali (à 6 voix, 1571) ;
- Il terzo libro de madrigali (à 5 voix, 1596) ;
- Il quarto libro de madrigali (à 5 voix, 1596) ;
- Il quinto libro de madrigali (à 5 voix, 1597) ;
- Missa in dominicis diebus (à 5 voix, manuscrit du conservatoire Giuseppe Verdi à Milan) ;
- Ecce beatam lucem (motet à 40 voix, manuscrit de la Ratsschulbibliothek à Zwickau) ;
- Missa sopra Ecco sì beato giorno (messe parodie à 40 voix dont Agnus Dei à 60 voix, manuscrit de la bibliothèque nationale de France Rés.Vmd.52[12]).

## Discographie
- Missa sopra Ecco si beato giorno
  - 2011 : Mass in 40 parts, interprétée par Robert Hollingworth, I Fagiolini, Decca DEC478.2734 (DC et DVD)[20]
  - 2012 : Mass for 40 and 60 voices, interprétée par Hervé Niquet, Dominique Visse (contreténor), Le Concert Spirituel, Glossa GCDSA921623[14]